# Mouttagiaka
Mouttagiaka (griechisch Μουτταγιάκα; türkisch Mutluyaka) ist eine Gemeinde im Bezirk Limassol in der Republik Zypern. Bei der Volkszählung im Jahr 2021 hatte sie 3239 Einwohner.

## Name
Zur Herkunft des Ortsnamens gibt es zwei Versionen: Eine Version besagt, dass die türkischen Zyprioten das Dorf Muttukaya nannten, was so viel wie glücklicher Felsen bedeute. Es ist möglich, dass der griechische Name eine Verfälschung des türkischen Namens war. Die andere Version besagt, dass der Name griechisch sei und er sich aus den Wörtern mutti (deutsch Nase) und Agyia (deutsch Straße) zusammensetze. Das heißt, das Dorf an der Nase der Straße, aufgrund der Lage, in der es sich befindet. Wenn diese Version wahr ist, bedeutet dies, dass das Dorf vor der türkischen Besetzung existierte, während es durch diese turkisiert wurde.

## Lage und Umgebung

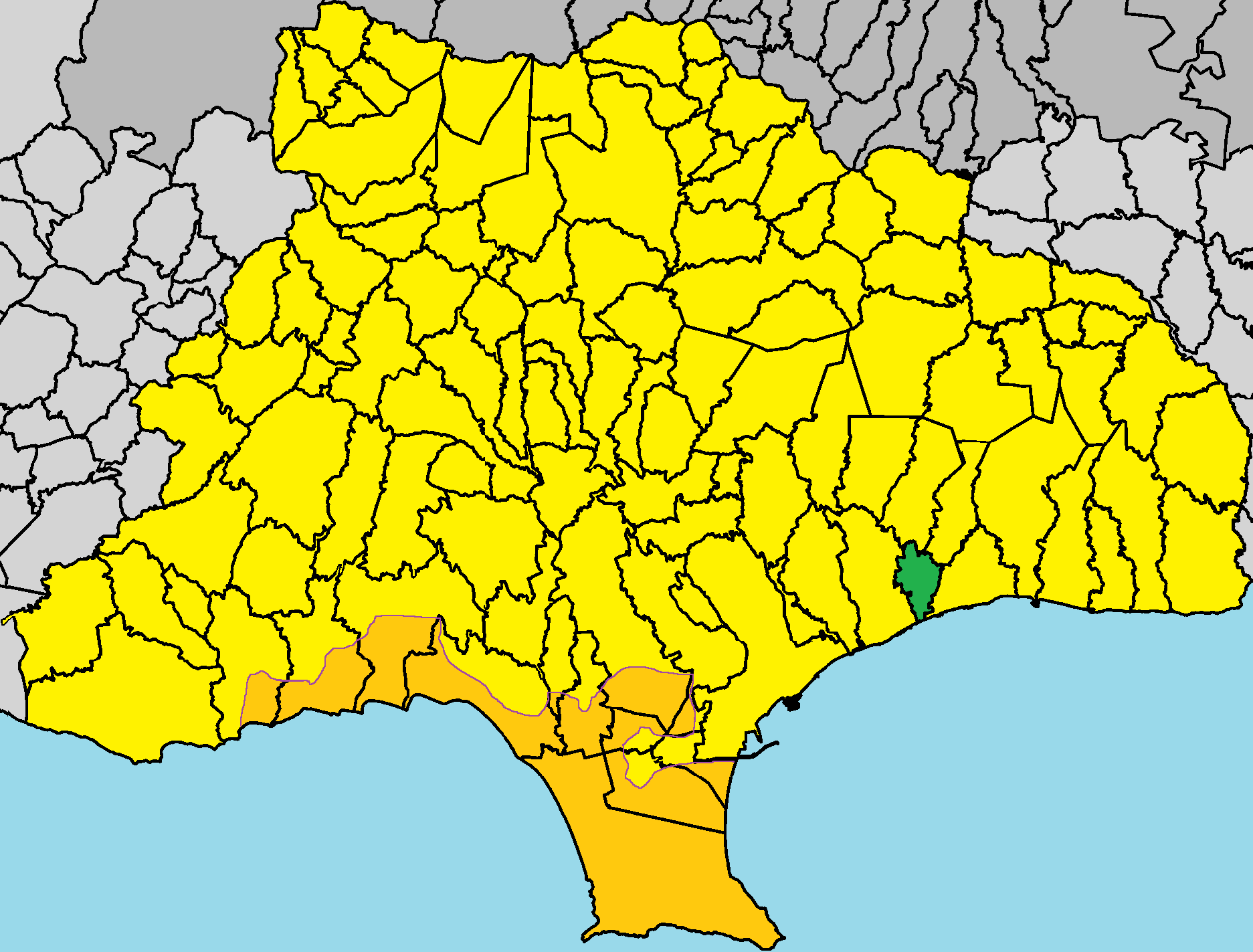
Lage im Bezirk Limassol

Mouttagiaka liegt im Süden der Mittelmeerinsel Zypern auf einer Höhe von etwa 60 Metern, etwa 9 Kilometer nordöstlich von Limassol. Das 4,85539 Quadratkilometer große Dorf grenzt im Westen an Germasogia, im Norden an Finikaria, im Nordosten an Armenochori und im Osten an Agios Tychonas. Die Südseite des Verwaltungsgebietes ist Küstengebiet, das touristisch erschlossen wurde. Das Dorf kann über die Straße E127 erreicht werden, einen Abzweig der A1.

## Geschichte
Bis 1974 war Mouttagiaka ein türkisch-zypriotisches Dorf, das heißt es lebten dort nur türkische Zyprioten. Es wird in mittelalterlichen Quellen nicht erwähnt. Dafür gibt es zwei Erklärungen: Entweder wurde sie später gegründet, während der Türkenherrschaft, oder sie hatte im Mittelalter, falls sie existierte, einen anderen Namen.
Nach der türkischen Invasion von 1974 wurden im Rahmen des Bevölkerungsaustauschs im Januar 1975 die türkisch-zypriotischen Einwohner in den nördlichen Teil Zyperns verlegt. Sie ließen sich im Dorf Stylli nieder, das sie später in Mutluyaka umbenannten. Nach 1975 wurden griechisch-zypriotische Flüchtlinge aus dem nördlichen Teil der Insel nach Mouttagiaka verlegt.

### Bevölkerungsentwicklung
Laut den auf Zypern durchgeführten Volkszählungen hat die Bevölkerung des Dorfes in den letzten Jahrzehnten kontinuierlich zugenommen.
Die folgende Tabelle zeigt die Bevölkerung von Mouttagiaka, wie sie in den in Zypern durchgeführten Volkszählungen erfasst wurde.
| Jahr      | 1881 | 1891 | 1901 | 1911 | 1921 | 1931 | 1946 | 1960 | 1976 | 1982 | 1992 | 2001 | 2011 | 2021 |
| Einwohner | 130  | 166  | 195  | 189  | 183  | 176  | 225  | 239  | 283  | 593  | 1447 | 2695 | 2939 | 3239 |